# Paramordellana
Paramordellana is een geslacht van kevers uit de familie spartelkevers (Mordellidae).
Het geslacht is voor het eerst wetenschappelijk beschreven in 1968 door Ermisch.

## Soorten
Het geslacht omvat de volgende soorten:
- Paramordellana carinata (Smith, 1883)
- Paramordellana ruficauda (Maeklin, 1875)
- Paramordellana triloba (Say, 1824)